# Hippocampus jugumus
Hippocampus jugumus är en fiskart som beskrevs av Kuiter 2001. Hippocampus jugumus ingår i släktet Hippocampus och familjen kantnålsfiskar. Inga underarter finns listade i Catalogue of Life.